# Вільям Крофт (композитор)
Вільям Крофт (нар. 1678 року, Еттінгтон, Ворикшир, Англія — 14 серпня 1727, Бат, графство Сомерсет) — відомий англійський органіст та композитор епохи бароко.

## Життєпис
Музичне мистецтво опановував у Королівській капелі під керівництвом Джона Блоу (навчання закінчилося у 1698 році). У 1700 році отримав посаду органіста церкви Св. Анни в Сохо. Наприкінці 1707 року отримав пропозицію вчителювати у Королівський капелії (причиною звільнення викладацького місця стала смерть Джеремая Кларка). Вже наступного року змінив Блоу на посаді органіста Вестмінстерського абатства.
Відомий як автор сонат для скрипки, блокфлейти та сюїт для клавесина. Але його найголовніша галузь творчості — майстер церковної поліфонії. Разом з Генрі Перселлом суттєво вплинув на розвиток духовної музики в Англії кінця XVII століття.
Восени 1714 року написав музику для похорону королеви Анни та коронації Георга I.
У 1724 році опублікував свою головну роботу — Musica Sacra («Духовна музика»), першу збірку церковної музики у вигляді нот. Поминальна служба з цієї збірки досі виконується на державних похоронах у Великій Британії.
Незабаром після цього здоров'я Крофта почало погіршуватися. Він помер у Баті, де проходив курс лікування.